# Ha-ha ovira
Ha-ha je ugreznjen krajinsko oblikovan element, ki ustvarja vertikalno oviro, hkrati pa ohranja neprekinjen pogled na pokrajino.
Zasnova vključuje rušnat nagib, ki je poševno nagnjen navzdol na strmo navpično lice, podobno zidanemu podpornemu zidu. Ha-haje so uporabljali pri oblikovanju krajine, da so preprečili dostop do vrta, na primer s pašnika za živino, ne da bi ovirali pogled. V varnostnem oblikovanju je element uporabljen za preprečevanje dostopa vozilom do lokacije ob hkratnem zmanjšanju vizualne zapore.
Ime "ha-ha" verjetno izhaja iz nepričakovanega (zabavnega) trenutka odkritja, ko na podlagi pristopa, navpični padec nenadoma postane viden.

## Izvor
Pred mehanskimi kosilnice je bil običajen način vzdrževanja velikih površin travnikov, paša  živine, običajno ovac. Ha-ha je preprečil pašni živini na velikih posestvih dostop do travnika in vrta, ki meji na hišo, pri čemer ni prekinjal razgleda in ustvaril iluzijo, da sta vrt in krajina eno.  Ha-ha se lepo ujema s kitajskimi vrtno idejo prikrivanje ovir v naravi, vendar pa so njegove evropske korenine nastale pred evropskim odkritjem kitajskih vrtov. 
Osnovna zasnova potopljenih jarkov je starega izvora, in je bila značilnost jelenjih parkov v Angliji. Jelenov preskok ali saltatorium je bil sestavljen iz jarka z eno strmo brežino (leseno  ograjo) ali živo mejo, kar je omogočilo jelenjadi vstop v park, a ga ni mogle zapustiti. V času normanskega osvajanja Anglije je pravico zgraditi jelenji preskok odobril kralj, s pridržki, glede globine ograje ali jarka in višine varovanja.  Na Dartmoorju je bil jelenji preskok znan kot leapyeat. 
Koncept ha-ha je francoskega izvora z izrazom, ki se potrjuje v toponimi v Novi Franciji iz leta 1686 (kot je razvidno danes v Saint-Louis-du-Ha! Ha!), in je funkcija vrtov v Château de Meudon, okoli 1700. Tehnična inovacija je bila predstavljena v Dezallier d'Argenvilleovi La théorie et la pratique du jardinage (1709), ki jo je arhitekt John James (1712) prevedel v angleščino.
Etimologija izraza je splošno izraz presenečenja, ko nekdo reče "ha ha" ali "ah! Ah!" ko naleti na takšno funkcijo. Taka je razlaga v francoščini, kjer jo tradicionalno pripisujejo Ludviku Burbonskemu, dauphin de Viennois. 
V Veliki Britaniji je ha-ha značilnost podeželskih parkov, ki sta jih urejala Charles Bridgeman in William Kent in je bistven sestavni del neoviranega pogleda Capability Browna. Horace Walpole pripisuje izum ha-ha Bridgemanu, a ni poznal starejših francoskih korenin.
V času izkopavanj pri Ioni na Škotskem v obdobju 1964-1974, je Richard Reece odkril ha-ha iz 18. stoletja, namenjen za zaščito opatije pred govedom.  Hladilnice (zgradbe) so bile včasih ograjene s ha-ha zidom, ker je zagotavljal subtilni vhod, ki je naredi hladilnico kot manj vsiljivo strukturo, zemlja pa nudila dodatno izolacijo. 

## Primeri
Najpogosteje ha-haje še vedno na najdemo na posestvih velikih podeželskih dvorcev in deluje kot sredstvo za zadrževanje goveda in ovc stran od formalnih vrtov, brez potrebe po ograji. Razlikujejo se v globino od približno 0,6 m (Horton House) do 2,7 m  (Petworth House).
Nenavadno dolgo primer je ha-ha, ki ločuje vojašnico Kraljeve artilerije Field iz Woolwich Common v jugovzhodnem Londonu. Ta globok ha-ha je bil nameščen okoli leta 1774, da se prepreči ovcam in govedu na paši na postanku pri Woolwich Common, na njihovi poti k mesnim trgom v Londonu, da odtava na območje strelišča. Krajši ha-ha je na bližnjem posestvu v bližini jakobnske Charlton House.
V Avstraliji je bil tudi uporabljen ha-ha in sicer v viktorijanski eri umobolnic kot so Yarra Bend, Beechworth in umobolnica Kew. Od znotraj zid predstavlja visok obraz bolnikom in jim preprečujejo pobeg, medtem ko je od zunaj videti nizek, tako da ne daje videza zapora.  Umobolnica Kew je bila predelana v apartmaje, vendar nekaj ha-haja še vedno stoji.
- Ha-ha variations used at Australian mental asylums
- Ostanki originalnega ha-ha zidu pri umobolnici Beechworth od zunaj
- Od znotraj, ha-ha onemogoča prehod
- Pogled s konca zidu ha-ha pri umobolnici Beechworth kaže nagnjen jarek
- Primer ha-ha oblike uporabljene pri umobolnici Yarra Bend v Victoriji, Avstralija, okoli 1900

Ha-ha so uporabljali tudi v Severni Ameriki. Še dve zgodovinski napravi sta ohranjeni v Kanadi, od katerih je ena na posestvu Uniacke House, Nova Škotska (1813), domačija Richarda Johna Uniackea, na irskem rojenega generalnega državnega tožilca Nove Škotske. 
V 21. stoletju je bil ha-ha uporabljen pri Washington Monument, da se zmanjša vizualni učinek varnostnih ukrepov. Po 9. septembru in drugih grožnjah terorističnih napadov na spomenike, so postavili jersey ograje za preprečitev približevanja velikim motornim vozilom k spomeniku. Začasne ovire so kasneje zamenjali z novim ha-ha, 0,76 m visokim granitnim zidom z vgrajeno osvetlitvijo in podvojen kot sedežna klop. Rešitev je bila nagrajena leta 2005 z nagrado Park /Landscape Award of Merit. 